# Kelly (piłkarz)
Clesly Evandro Guimarães (ur. 28 kwietnia 1975) – brazylijski piłkarz występujący na pozycji pomocnika.

## Kariera klubowa
Od 1995 do 2008 roku występował w klubach Bragantino, Logroñés, CR Flamengo, Athletico Paranaense, FC Tokyo, Cruzeiro EC, Al-Ain i Grêmio.